# Gaetano Ziliani
Gaetano Ziliani (San Lazzaro Alberoni, 9 maggio 1904 – Solzago, 31 ottobre 1955) è stato un calciatore italiano, di ruolo difensore.
È spesso citato come Ziliani II, per distinguerlo dal fratello Carlo, anch'egli calciatore.

## Caratteristiche tecniche
Giocatore polivalente, poteva disimpegnarsi come terzino, mediano o ala.

## Carriera
Ha trascorso l'intera carriera nel Piacenza, di cui è stato uno dei primi giocatori. Esordisce con i biancorossi nel vittorioso campionato di Promozione 1919-1920, il 23 novembre 1919 contro la SPAL, all'età di 15 anni, 6 mesi e 14 giorni: questo lo rende il più giovane esordiente della storia della squadra.
Riconfermato anche per le due successive stagioni in Prima Categoria, disputa complessivamente 9 partite nel massimo campionato, fino alla retrocessione del 1922 a seguito degli spareggi previsti dal Compromesso Colombo. Disputa la sua ultima partita con il Piacenza nel campionato di Seconda Divisione 1922-1923, e nel campionato successivo milita esclusivamente nella squadra riserve.

## Palmarès
- Promozione: 1

Piacenza: 1919-1920